# Brian Landrus

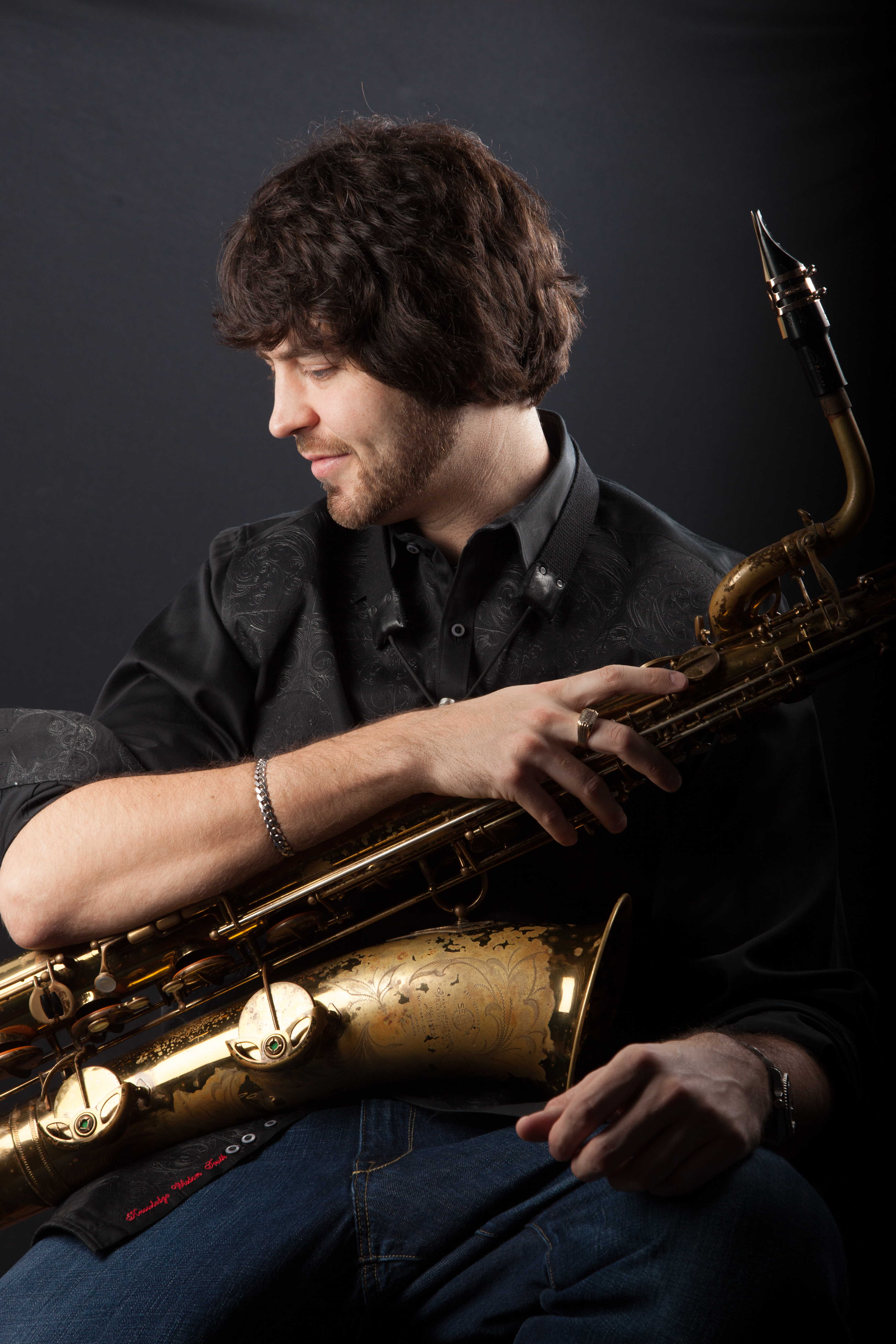
Brian Landrus (2012)

Brian Landrus (* 14. September 1978) ist ein US-amerikanischer Jazzmusiker (Baritonsaxophon, Basssaxophon, Bassklarinette, Flöte, Komposition).

## Leben und Wirken
Landrus wuchs in Nevada auf und begann mit zwölf Jahren Saxophon zu spielen; erste professionelle Auftritte hatte er mit 15 Jahren. Den Bachelor-Abschluss erwarb er an der University of Nevada-Reno, dem zwei Masterabschlüsse am New England Conservatory in Jazzkomposition und Jazz-Saxophon folgten. Gegenwärtig (2017) promoviert er in klassischer Komposition an der Rutgers University. 2007 entstand sein Debütalbum Forward (Cadence Jazz Records), an dem in unterschiedlichen Besetzungen Allan Chase, John Lockwood, Bob Moses, Michael Cain, George Garzone und Jason Palmer beteiligt waren. 
Auf seinem eigenen Label legte Landrus 2011 das Album Traverse vor, das in Quartettbesetzung mit Lonnie Plaxico, Billy Hart und Michael Cain entstanden war, gefolgt von dem Album Capsule (mit Cain, Nir Felder, Matthew Paris, Rudy Royston). 2013 legte Landrus die Produktion Mirage vor, mit Felder, Royston, Plaxico, Frank Carlberg, einem Streichquartett unter Leitung von Mark Feldman und mit Ryan Truesdell als Leiter und Koproduzent. 2011 wirkte er auch bei Ryan Truesdells Produktion Centennial – Newly Discovered Works of Gil Evans und dem Livealbum Lines of Color (Live at Jazz Standard) mit. Der Diskograf Tom Lord listet seine Beteiligung an 25 Aufnahmesessions zwischen 2001 und 2022, u. a. auch mit Rob Mosher, Nicholas Urie, Oded Lev-Ari, Christopher Zuar, Darryl Harper und dem Ayn Inserto Jazz Orchestra. 2017 legte er das Album Generations (BlueLand) vor, gefolgt von For Now (2020) und Red List Music Dedicated to the Preservation of Our Endangered Species (2022).
Brian Landrus wurde in den Jahren 2010, 2011 und 2012 im Kritikerpoll des Downbeat als Rising Star (Baritonsaxophon) ausgezeichnet.

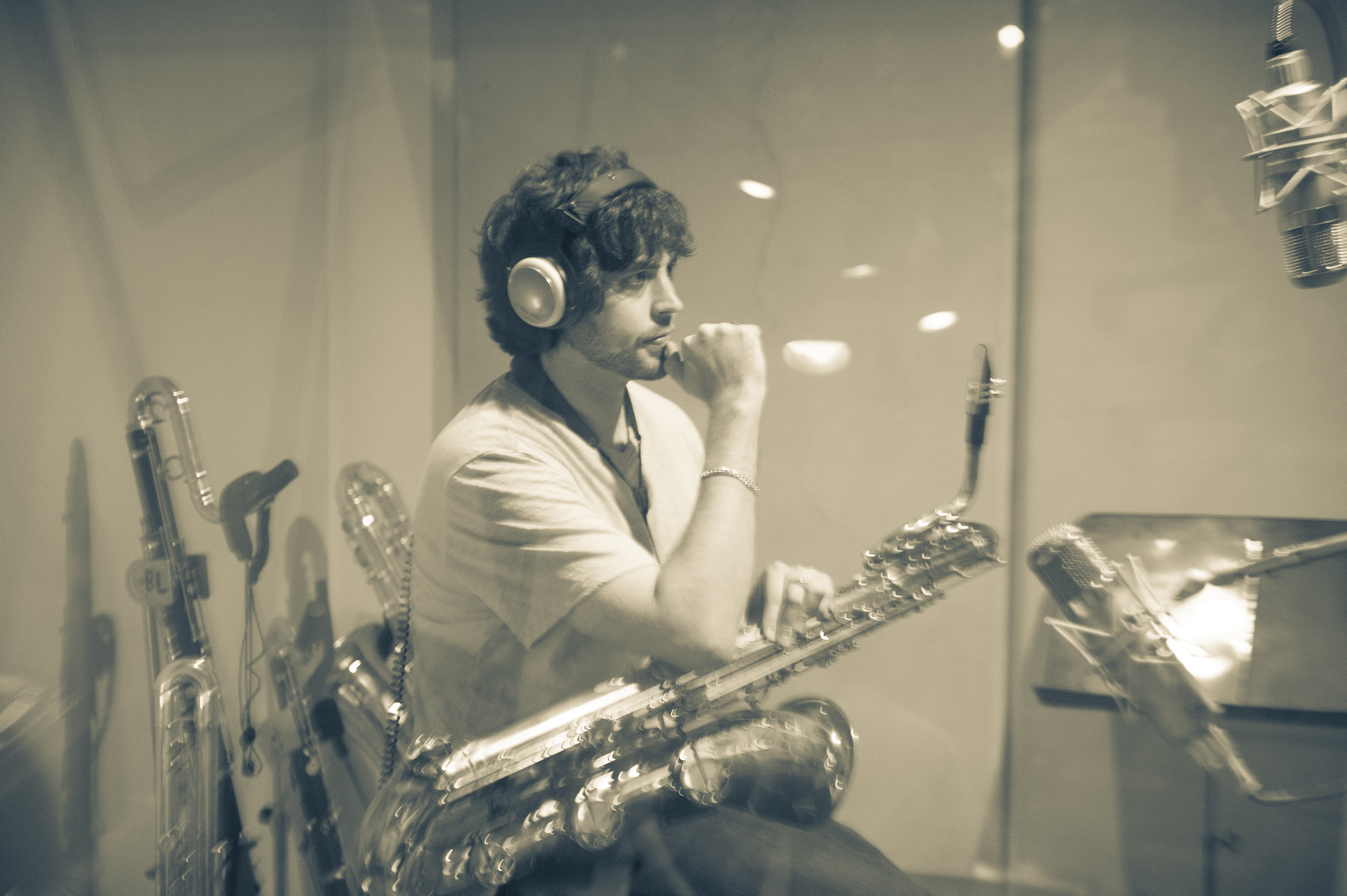
Brian Landrus im Studio (2012)